# 守屋博昭
守屋 博昭（もりや ひろあき、1969年1月6日 - ）は、日本のプロレスラー。

## 歴史
1983年4月20日、大阪府立山本高等学校裏特設会場の対シャン福永戦でアマチュアデビュー。
1995年5月21日、栗栖正伸トレーニングジム主催興行「TEAM KURISUプロレス大会」の対栗栖正伸戦でプロデビュー。
1999年4月1日、栗栖ジムを退団して同志と共にジャパンプロレス2000を設立して代表に就任。
2013年5月5日、デビュー30周年記念大会で天龍源一郎、嵐とのタッグで折原昌夫&冨宅飛駈&ライジングKID組と対戦して勝利。
2019年4月7日、ジャパンプロレス2000旗揚げ20周年記念大会では栗栖ジムの後輩であるSUSHIと対戦して勝利。4月21日、ジャパンプロレス2000旗揚げ20周年記念大会ではカズ・ハヤシとのタッグでCIMA&マグニチュード岸和田組と対戦して敗れた。
2020年7月1日、ジャパンプロレス2000の解散を発表。同年、個人事務所「ENERGYSE! PROJECT」を設立。
2021年9月26日、天美我堂公民館でENERGYSE! PROJECTが運営するプロレス団体「エナジャイズ!プロレス」の旗揚げ戦を開催。
2022年12月18日、道頓堀プロレスに入団してエナジャイズ!プロレスとのダブル所属となる。

## 得意技
Maid in Japan
シャイニングサンダー
垂直落下式ブレーンバスター
パワーボム
ストレッチプラム
WARスペシャル
エナジャイズラリアット
エナジャイズエルボー
ステップキック
マシンガンチョップ
逆水平チョップ

## 入場曲
- ENERGYSE（マイケル・フォーチュナティー）

## タイトル歴
- J2000王座（第3代、第11代）
- JWFタッグ王座（初代、第8代）（パートナーは吉岡健二→マグニチュード岸和田）
- KWA王座（初代、第3代、第12代）
- SGP認定グローバルジュニアヘビー級王座（第8代）
- アンビリーバブル・タッグトーナメントNEO STORY優勝（2021年）（パートナーは富豪富豪夢路）

## メディア出演
- ごきげんライフスタイル よ〜いドン!（関西テレビ）

## ジャパンプロレス2000
ジャパンプロレス2000（ジャパンプロレスにせん）は、大阪を中心に活動していたプロレス団体。スローガンは「プロレスを通じて社会貢献」。

### 歴史
1999年4月1日、栗栖正伸トレーニングジム所属選手だった守屋、船崎浩彦、民安亮、吹本賢児、玉田耕一、山本淳福、藤原卓也、川口佳宏が退団して地域密着型チャリティープロレス団体として設立。中西重蔵（中西百重の父）がオーナー、守屋が代表に就任。5月9日、はびきのコロセアムサブアリーナでプレ旗揚げ戦を開催。7月4日、はびきのコロセアムサブアリーナで旗揚げ戦を開催。旗揚げ以来、入場無料で試合会場に募金箱を設置していた。
旗揚げ後、佐々木幹矢、浦野裕太、上野友暉、嵐弾次郎、道端剛史、西山星哉、青木いつ希が入団。
2009年1月9日、去年引退した船崎がゼネラルマネージャーに就任。
2018年9月15日、イオンモール橿原で開催されたプロレスフェスに参加。
2020年7月1日、守屋が解散することを発表。

### タイトル
- J2000王座
- JWFタッグ王座
- KWA王座

### 最終所属選手
- 守屋博昭
- 佐々木幹矢
- 岩田芳明
- 周藤浩司
- 嵐弾次郎
- 浦野裕太
- 至剛
- 道端剛史
- 西山星哉
- 松下弘樹

### 歴代所属選手

#### 男子選手
- 船崎浩彦
- 民安亮（現：泉州力）
- 吹本賢児
- 玉田耕一
- 山本淳福
- 藤原卓也
- 川口佳宏
- 上野友暉

#### 女子選手
- 青木いつ希

#### 練習生
- 川人拓来[8]